# スーパーカート
スーパーカート (super cart) とは、東光産業が生産している軌道自動自転車である。日本国内の鉄道において、線路巡回から軽作業時の移動まで、幅広い用途に使用されている。

## 概要
軌道自転車は当初、トロッコ用台車に自転車を乗せた足こぎ式が主流であった。しかし、人力では長距離の巡回や勾配区間の走行などに負担が掛かるため、1992年（平成4年）にアルミフレームの車体にエンジンを搭載したスーパーカートを開発した。
その後、納入先の要望を取り入れて年々改善を加え、転車不要で前進後進が可能なタイプや巡回専用車種を開発し、その後も「狭軌・広軌兼用カート」や「自走トロ」など、バリエーションが増えている。

## 車種

### 1型 (TSC)
従来足こぎ式だった軌道自転車にエンジンを搭載した最初のモデル。
当初は巡回用だったので2人乗りが主流だった。
- 2人乗り
- 鉄製フレーム

### 2型 (TSC-N2/S2)
1992年（平成4年）より販売開始
- 2人/4人乗り
- 軌間：1067mm(N2)/1435mm(S2)
- 120ccガソリンエンジン
- 油圧式無段階変速機(HST)搭載

### 3型 (TSC-A-3N/3S)
1997年（平成9年）より販売開始。
シリーズで初めてエンジンを車体中央部に配置し、2人乗りの場合は座席を回転させる（4人乗りの場合は背面配置）事により、転車不要で前進後進することが可能となった。
- 操作レバー1本で「走行」「制動」「前後進切替」が可能。
- ブレーキはHST負荷による制動ブレーキと、操作レバー連動式の自動駐車ブレーキ（車軸取付のディスクブレーキ）の二重系統を搭載。
- シリーズでバリエーションが一番多いタイプ。

#### 基本形
- 2人/4人乗り
- 軌間：1067mm(3N)/1435mm(3S)
- 最高速度25km/h
- 登坂能力最大30‰
- 牽引能力 平坦地300kg 30‰勾配150kg （いずれもトロ自重含まず・2人乗車時）
- 120ccガソリンエンジン
- 油圧式無段階変速機(HST)搭載

#### 3L型
- 車体長を短縮し、ダブルキャブトラックに搭載できるようにした車種

#### 自走トロ
- 軽便トロにスーパーカート3型の駆動機構・制動機構・操作機構を搭載したもの。
- 1人乗り・500kg積載

#### 軌間可変型
- 車輪幅を広軌(1435mm)と狭軌(1067mm)の2種類の軌間に対応できる車種

#### 自走錆落し台車
- レール踏面の錆を落とすグラインダ機構を搭載した車種

### ミニカート
巡回専用に特化した車種。基本仕様は2人乗りで、全車種共通。
- 軌間：1067mm/1435mm
- 最高速度25km/h
- 登坂能力最大30‰
- 120ccガソリンエンジン

#### 1型 (TSM-A-1/TSM-G-1)
- A-1: HST搭載タイプ。操作レバーにより制動及び前後進が可能。
- G-1: 遠心クラッチタイプ。スロットルグリップ操作で走行し、制動はブレーキレバーを使用。前進のみ。

#### 2型 (TSM-G-2)
- HST搭載タイプ。スロットルグリップ操作で走行し、制動はブレーキレバーを使用。前進のみ。

### 5型(RTC-5N/5S)

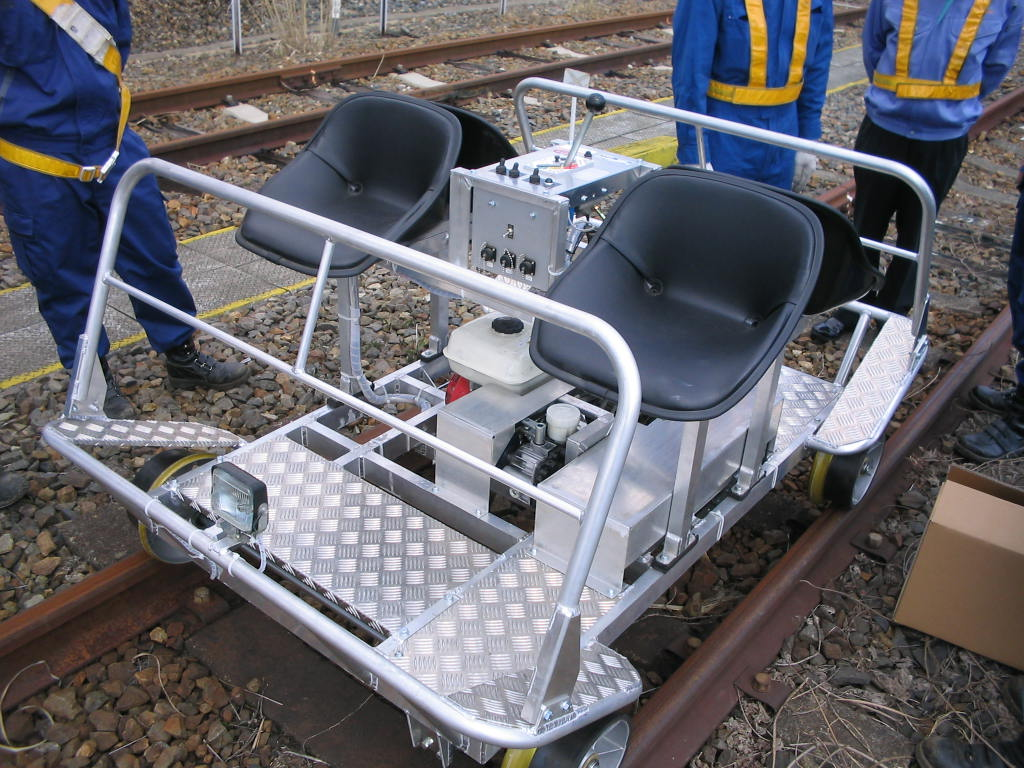
スーパーカートRTC-5型

2008年（平成20年）より販売開始。従来使用していたHSTを強力な物に変更し、さらにエンジン排気量もアップさせて基本性能を向上させた。
- 2人/4人乗り
- 軌間：1067mm(5N)/1435mm(5S)
- 最高速度25km/h
- 登坂能力最大35‰
- 牽引能力 平坦地300kg 35‰勾配300kg （いずれもトロ自重含まず・4人乗車時）
- 油圧式無段階変速機(HST)搭載
- 160ccガソリンエンジン

### スーパーカートLight(SCL-1N/1S)
2010年（平成22年）より販売開始。ミニカートシリーズの後継機。
操作方法がスロットルグリップから「アクセルペダル」「ブレーキペダル」の2ペダル式となった。
なお、遠心クラッチ付エンジンを採用のため、後進は出来ない。
アクセルペダルは自動駐車ブレーキに連動している。
- 軌間：1067mm(1N)/1435mm(1S)
- 最高速度25km/h
- 登坂能力最大40‰
- 120ccガソリンエンジン（遠心クラッチ付）

### eカート
2010年（平成22年）の鉄道技術展において発表された、電動式のカート。スーパーカートLightをベースにしており、2人乗りとなっている。
- 軌間：1067mm
- 最高速度25km/h
- 登坂能力最大40‰
- 直流モーター駆動
- リチウムイオンバッテリー搭載

## オプション等
各車種とも、購入者がそれぞれオプション品を搭載しているため、さまざまなバリエーションが存在する。